# アクリフーズ農薬混入事件
アクリフーズ農薬混入事件（アクリフーズのうやくこんにゅうじけん）は、アクリフーズ（現・マルハニチロ）群馬工場製造の冷凍食品に農薬のマラチオンが混入された事件。2013年12月の発覚後に自主回収（リコール）が実施され、2014年1月に同社で勤務していた契約社員の男が逮捕された。

## 事件の経過

### 事件の発生
2013年11月13日、アクリフーズ群馬工場で製造された冷凍ミックスピザを購入した客から「石油臭い異臭がする」と、最初の苦情が寄せられた。
同年12月4日までに、同種の苦情が合計9件寄せられたことから、アクリフーズは苦情を受けた消費者から商品を回収し、同日に外部機関へ検査を依頼した。検査の結果、12月13日から26日までに、苦情現品からエチルベンゼンおよび、劇物である酢酸エチルとキシレンが検出された。しかしこの時点では、アクリフーズは商品回収の検討をしていなかった。そして原因は工場の改装工事に使用された塗料からの混入と考えていた。また最初の苦情から、外部機関への調査依頼にも半月以上かかっている。
しかし同年12月27日には、苦情現品から有機リン系農薬のマラチオン（殺虫剤の一種）が2,200ppm検出された。アクリフーズはこれを受け、同日に緊急部署長会議を開催。続いて、翌12月28日には緊急対応部会を開催するとともに、親会社のマルハニチロホールディングス（以下、マルハニチロHD）にマラチオン混入を報告した。さらに同日18時30分、苦情現品から最大15,000ppmという高濃度のマラチオンが検出される。これを受け、アクリフーズとマルハニチロホールディングスは緊急対応部会を合同開催、この段階に至ってようやく全品回収が決定された。こうした対応の遅れについて、事件発生翌年の2014年にマルハニチロが発行した『CSRレポート2014 特別版 「アクリフーズ農薬混入事件」の記録。』では、事実公表や商品の全品回収といった初期対応の遅れを自己批判している。
12月29日午前、マルハニチロHDは危機対策本部会議を開催、同社社長が商品の全品回収を承認、社告掲載と緊急記者会見開催を決定。同日17時に第1回記者会見を実施し謝罪するとともに、アクリフーズ群馬工場で製造した商品の全品回収を発表した。また同日付で、アクリフーズは群馬工場の操業・出荷を停止した。
しかし毒物混入検出から商品回収まで日数を要した上、アクリフーズは記者会見の席上で、商品から検出されたマラチオンの毒性について「急性症状は無く、体重20kgの場合、1度に60個の冷凍コーンクリームコロッケを食べなければ健康被害は発生しない量」であると発表したが、これについては厚生労働省からマラチオンの毒性を過小評価した誤りであると指摘を受け、同年12月31日に開催した第2回記者会見では、マルハニチロHDが「1度に1/8個の冷凍コーンクリームコロッケを食べると、吐き気や腹痛などの症状を起こす可能性がある」と訂正した上で、再度謝罪した。なお、同年12月29日までに日本全国各地から寄せられた苦情は20件に達した。
また同年12月30日、全国紙5紙朝刊に第1回社告を掲載したが、回収対象の具体的な商品名は明記せず、単に「回収対象は群馬工場製造と記載されている全商品」と記載したのみであった。しかしその後、翌2014年1月8日に全国紙朝刊に掲載した第2回社告、1月24日から28日にかけて全国地方紙43紙に掲載した第3回社告では、回収対象の市販用商品の商品名と商品写真を掲載した。しかし後述するとおり、アクリフーズ群馬工場では生活協同組合や複数のスーパー・コンビニなどのプライベートブランド商品も製造していたため、それらの商品については回収対象であることが公表されず、消費者や回収作業を行う小売店には正確な情報が伝わっていなかった（詳細は#プライベートブランド製品への影響節を参照）。
同12月30日、群馬県館林保健福祉事務所は食品衛生法に基づく群馬工場への立ち入り検査を実施した。検査の結果「通常の製造工程上で汚染された可能性は低い」と結論づけられ、群馬県警察は意図的に混入された可能性があるとして捜査を開始した。

### 犯人逮捕と裁判
2014年に入ると、1月にはアクリフーズ社長が消費者庁で事件の経緯を説明し、森まさこ消費者担当大臣は同社に対し、対応改善と情報提供を指示した。
アクリフーズは同年1月、群馬工場に勤務する全従業員への聞き取り調査を実施。1月25日、アクリフーズ群馬工場で働いていた契約社員の男（当時49歳）が農薬混入に関わっていたとして、2013年10月に4回にわたり群馬工場で製造された冷凍食品に農薬を混入し、工場を操業停止させたとして、偽計業務妨害罪容疑で逮捕された。
被疑者が逮捕された1月25日夜に、マルハニチロHD側が記者会見を開き、マルハニチロHD社長及び同社品質保証担当常務とアクリフーズ社長が、今般の事件と対応が後手に回ったことを受け、2014年3月31日付にて引責辞任することを発表した。
2014年2月16日、契約社員の男が2013年10月に計9回にわたり、工場で製造していた冷凍食品12製品に、農薬を吹きつけて食べられない状態にした器物損壊罪容疑で再逮捕され、同年3月7日に起訴された。流通食品毒物混入防止法違反や傷害罪の適用も検討されたが、前者については、毒性の低いマラチオンを法律の規制毒物に該当するとみなすことが困難なこと、後者については、健康被害を訴えた人の食べ残しからマラチオンが検出されず、農薬混入と健康被害の因果関係の立証が困難であると指摘され、最終的に見送られた。
2014年7月25日に前橋地方検察庁は、元契約社員に懲役4年6ヶ月を求刑し、同年8月8日に前橋地方裁判所は、懲役3年6ヶ月の実刑判決を言い渡した。
2014年8月、アクリフーズ群馬工場が、約8ヶ月ぶりに操業再開した。マルハニチロはこれに先立ち、同年6月に「アクリフーズ農薬混入事件に関する第三者検証委員会」の意見などを参考に「フードディフェンス」制度を導入し、群馬工場をその「モデル工場」と位置づけてセキュリティ強化を図った。これは従来の外部からの不審者侵入だけでなく、内部関係者による意図的な食品汚染も防ぐというもので、同社ではこれを性善説に代わる「性弱説」と説明しており「人間の本性は基本的に善であるが、さまざまな誘惑や心の迷いに煩労され、環境の変化等で心が弱ったときに、出来心で罪を犯してしまうこと」と定義づけている。
2014年9月25日に東京地方裁判所は、マルハニチロが商品回収を知らせる社告を掲載した約5億9,700万円の費用のうち、一部の1億円の損害賠償を求めた民事訴訟で、元契約社員に全額支払いを命じる判決を言い渡した。

## プライベートブランド製品への影響
アクリフーズは、市場に出回った全ての生産商品計88品目を自主回収（リコール）すると発表した。同社は事件発覚当初、「製造者にアクリフーズと表示のある商品」を食べないよう注意喚起していた。しかしプライベートブランド製品では、企画元の意向で製造者名を記載しない企業があり、これが回収対象にも含まれていた。このため「アクリフーズ」の記載がないことで、知らずに食べてしまったほか、製造元が分からないため、商品回収にも支障を来たした。
回収対象商品の中には、イオン「トップバリュ」、西友「みなさまのお墨付き」、セブン&アイ・ホールディングス「セブンプレミアム」、生活協同組合「CO-OP」など、多数のプライベートブランド商品も含まれており、それらについては製造工場名の表記がなかった。
これを受け、製造所固有記号を付せば「製造者名の記載を省略できる」とした食品衛生法の省令を見直し、プライベートブランド製品の製造者名をパッケージに表示させることを義務付けることも検討されたが、2024時点でも製造所固有記号の表示のみで製造者名の表示に代えることができると定められており、制度の変更はなされていない。そのため、コストダウンを目的にOEM製品が増加し、販売者と製造者の関係が複雑となっている現状においては、アクリフーズ農薬混入事件のような事件・事故が起きた際の消費者への情報提供は十分とは言えない。

## 事件の動機・背景

### 企業統治の不足
アクリフーズ群馬工場は、元は2000年の雪印集団食中毒事件により経営悪化した雪印乳業の冷凍食品部門を、翌2001年に分社化した、雪印冷凍食品（ゆきじるしれいとうしょくひん）群馬工場であった。さらに同2001年にはBSE問題により、雪印食品が雪印牛肉偽装事件を起こしたことで、雪印グループの経営悪化は決定的になる。雪印冷凍食品は2002年に株式会社アクリフーズへ商号変更するが、翌2003年に当時のニチロ（のちマルハニチロ食品を経て、現：マルハニチロ）に売却され、同社の子会社となったという経緯がある。
そのため、アクリフーズはもともと雪印系の会社で、マルハニチログループ外の企業であり、異なる企業風土を持ち独立路線的な経営を行っていた。そのことから親会社であるマルハニチロ食品（当時）やマルハニチロHDも、アクリフーズに対する企業統治が行き届かなかったことが、マルハニチロの報告書でも指摘されている。

### 労働条件改悪に対する不満
事件発生の前年となる2012年度より、アクリフーズは契約社員（同社では「準社員」と称していた）を対象とした人事制度の大幅な変更を行っていた。それまでは契約社員も、勤続年数に応じて時給や賞与が上昇する年功序列型の給与体系であったため、同じ労働内容でも勤続年数により給与の差があった。それを能力給型の給与体系に変更するとともに、家族手当や早出手当・遅出手当といった各種手当を廃止した。
各種手当の廃止に加え、製造現場に契約社員を評価する上司がいなかったり、評価の基準が不明瞭であったことから、この新人事制度は実質的に、契約社員の給与水準の低下につながった。新人事制度は同社の契約社員に、年収レベルで平均13万円の減収をもたらした。同社群馬工場の契約社員96人のうち、63人が賃下げ、33人が賃上げとなり、年間80万円から100万円減収の大幅賃下げとなった者も3人いた。このことから、同社の労働者には新人事制度は賃下げのための施策だと受け取られ、現場には不満が蔓延していた。
その後、事件発生までの2013年4月から11月まで、群馬工場の冷凍ピザ製造ラインの製品から、つまようじ、結束バンド、ボールペンのシールといった、製造ラインでは使用していない物品の異物混入が発生するようになり、購入した消費者からの苦情が多発した。しかもアクリフーズはそれらの異物混入を公表していなかった。
しかしアクリフーズは、外部からの不審者の侵入には警戒対策を講じていたものの、自社の従業員が意図的に異物を持ち込み混入させる可能性を想定しておらず、その対策も取っていなかった。また人事制度・給与体系の大幅な変更による労働条件低下に対する従業員の不満に目を向けることもなく、その不満を異物混入と結びつけることもなかった。
当初の異物混入の時点で早期に対策と労働条件改善を行えば、農薬混入事件による経済的損失とブランド価値失墜を避けられたことになる。その反省から、マルハニチログループでは「労務改善プロジェクト」を発足させ、2014年9月にアクリフーズを含むグループ主要企業で「従業員満足度調査」を実施した。従来の調査対象は正社員のみであったが、事件発生を受け、2014年からは契約社員など非正規雇用労働者にも対象を広げた。その結果、2012年度からの新人事制度は見直され、同制度で新設された時給上限の撤廃や、契約社員から地域社員（転勤のない正社員）への登用制度の新設など、労働条件の向上が図られる結果となった。

## マルハニチログループへの影響
この事件を受け、アクリフーズは解散。2014年4月1日付で、株式会社マルハニチロ水産が存続会社となり、アクリフーズ、マルハニチロホールディングス、マルハニチロ食品、マルハニチロ畜産、マルハニチロマネジメントを吸収合併した上で、同日付で株式会社マルハニチロ水産はマルハニチロ株式会社に商号変更した。
事件発生からマルハニチロ株式会社への統合による会社再編後にかけて、同社は親会社として当事件に関するニュースリリースを、2013年12月29日の第1報から、2017年9月30日の第61報まで、5年間にわたり出してきた。またその間に、2014年5月29日に『アクリフーズ「農薬混入事件に関する第三者検証委員会」最終報告』、2014年11月13日に『マルハニチログループ CSR報告書 2014 特別版「アクリフーズ農薬混入事件」の記録。』の2つの報告書を出している。
マルハニチロによる発表によれば、事件発生から2017年9月30日までの、当事件に関する問い合わせ入電数は以下のとおり）。
- 2013年：入電数 235,853（累計 235,853）
- 2014年：入電数 782,137（累計 1,017,990）
- 2015年：入電数 396（累計 1,018,386）
- 2016年：入電数 79（累計 1,018,465）
- 2017年：入電数 27（累計 1,018,492）

2017年のみ9月30日まで、その他の年は12月31日までの集計。